# Desmopsis dolichopetala
Desmopsis dolichopetala R.E.Fr. – gatunek rośliny z rodziny flaszowcowatych (Annonaceae Juss.). Występuje endemicznie w Hondurasie. 

## Morfologia
PokrójZimozielone drzewo dorastające do 3–8 m wysokości.
LiścieMają eliptyczny kształt. Mierzą 9,2–22 cm długości oraz 3,1–7 cm szerokości. Nasada liścia jest ostrokątna lub rozwarta. Liść na brzegu jest całobrzegi. Wierzchołek jest ostry lub spiczasty. Ogonek liściowy jest owłosiony i dorasta do 2–7 mm długości.
KwiatySą pojedyncze lub zebrane po 2 w pęczki. Rozwijają się w kątach pędów lub bezpośrednio na pniach i gałęziach (kaulifloria). Działki kielicha mają trójkątny kształt i dorastają do 1–2 mm długości. Płatki mają równowąsko trójkątny kształt i osiągają do 40–55 mm długości. Kwiaty mają około 70 pręcików i 6–12 słupków.
OwocePojedyncze. Mają podłużny kształt. Osiągają 24–42 mm długości.

## Biologia i ekologia
Rośnie w lasach. Występuje na wysokości od 1400 do 1800 m n.p.m.